# La bella y las bestias
La bella y las bestias es una serie de televisión producida por W Studios en coproducción con Lemon Studios para Televisa, en el 2018. Está escrita por Juan Camilo Ferrand junto con Ana Bolena Meléndez y Jorge Cervantes. Se estrenó en Univisión el 12 de junio de 2018, y finalizó el 10 de septiembre de 2018, con 66 episodios.
Esta protagonizada por Esmeralda Pimentel y Osvaldo Benavides, con Ari Telch, Arturo Barba, Sebastián Martínez, Sebastián Ferrat, Guillermo Quintanilla, Francisco de la O, Jessica Más, Aylín Mujica y Fermín Martínez en los roles antagónicos, y junto con las actuaciones estelares de Cassandra Sánchez Navarro, Jorge Alberti, Leticia Huijara, Macarena Achaga y la participación especial de Alejandro Ávila.

## Trama
La historia gira en torno a Isabela León (Esmeralda Pimentel), una joven estudiante de secundaria que práctica artes marciales mixtas. Es hija de Enrique León (Alejandro Ávila), un agente de la DEA. Después de que Enrique decomisara un cargamento de dinero lavado que llevaba Armando Quintero (Ari Telch), este hombre y sus socios deciden que lo mejor para sus negocios es asesinar a Enrique León. Por lo que Armando decide enviar a El Cástor y a Norman a secuestrar a Enrique y a su familia, pero todo se sale de control y El Cástor asesina a la madre de Isabela y secuestra a María, la amiga de Isabela. Isabela al darse cuenta de lo ocurrido decide huir a su casa y esconderse en una habitación de pánico que su padre había construido. Pero mientras está en este sitio, ella presencia como asesinan a su padre.
Por otra parte está Juan Pablo Quintero (Osvaldo Benavides), hijo de Armando Quintero. Juan Pablo sufre de humillaciones y maltratos de su padre, ya que no quiere ser un delincuente como él. Luego de que Juan Pablo alerta a la DEA de los planes que su padre tiene, éste lo encierra en una bodega y lo golpea. Mientras tanto, Isabela resentida decide ir al casino de Armando a buscar a su amiga María, pero infortunadamente termina siendo encerrada con Juan Pablo. Juan Pablo intenta ayudar a Isabela a descubrir quienes fueron los asesinos de sus padres. Luego de ser liberados, Juan Pablo le enseña a Isabela un video donde se muestra quiénes fueron los que ordenaron la muerte de su padre, y ella decide llamarlos "Bestias". Después de un tiempo, Isabela y Juan Pablo deciden salir a conversar, y mientras caminan por las calles un carro explota, dejándolos a ambos gravemente heridos, por lo que Emanuel Espitia (Arturo Barba), padrino de Isabela, decide enviarla a una casa hogar en los Estados Unidos. Pasa el tiempo e Isabela empieza a descifrar la manera de acabar con todas las Bestias.

## Reparto

### Principales
- Esmeralda Pimentel como Isabela León[7]
- Osvaldo Benavides como Juan Pablo Quintero[7]
- Cassandra Sánchez Navarro como Penélope Zapata[7]
- Arturo Barba como Emanuel Espitia[7]
- Jorge Alberti como Mike[7]
- Sebastián Martínez como Antonio José Ramos "El Colombiano"[7]
- Sebastián Ferrat como Ignacio Vega "El Cafetero"[7]
- Jaume Mateu como Simón Narváez[7]
- Elizabeth Minotta como Andrea
- Ari Telch como Armando Quintero[7]
- Guillermo Quintanilla como Abelardo Zea[7]
- Leticia Huijara como Patricia Quintero
- Francisco de la O como Horacio Hernández[7]
- Aylín Mujica como María Estela González "La Madame"[7]
- Jessica Más como Cristina Reyes "La Joyera"[7]
- Alejandro Ávila como Enrique León
- Lorena Meritano como Sra. León[8]
- Fermín Martínez como Ernesto Acosta "El Castor"
- Macarena Achaga como Emilia Quintero

### Recurrentes
- Álex Durán como Norman Romero
- Jessica Díaz como María
- David Palacio como Daniel Vega
- Ivana de María como Marcia Vega
- Luis Romano como Felipe Vega
- Lorena Graniewicz como Agente de polícia
- Ana Karina Guevara como Alicia

## Producción
La producción de la serie comenzó el 26 de junio de 2017 en México. Es una historia original escrita por Juan Camilo Ferrand, y dirigida por Rolando Campo y Alfonso Pineda Ulloa. El personaje de «Isabela León» iba a ser interpretado inicialmente por Altair Jarabo, pero más tarde por «motivos desconocidos», Esmeralda Pimentel asumió el rol femenino principal de la serie. Para la creación de «Isabela León», Pimentel tomó clases boxeo y artes marciales para las escenas de combate.

## Emisión en televisión

### Audiencia
| Temporada | Horario (ET/CT)        | Episodios | Primera emisión     | Primera emisión      | Última emisión           | Última emisión       | Prom. de espectadores (millones) |
| Temporada | Horario (ET/CT)        | Episodios | Fecha               | Audiencia (millones) | Fecha                    | Audiencia (millones) | Prom. de espectadores (millones) |
| --------- | ---------------------- | --------- | ------------------- | -------------------- | ------------------------ | -------------------- | -------------------------------- |
| 1         | Lunes a viernes 9pm/8c | 66        | 12 de junio de 2018 | 1.60                 | 10 de septiembre de 2018 | 1.74                 | 1.38                             |

### Episodios
Univision solo emitió 66 episodios. Mientras que Netflix lanzó en streaming 82 episodios.
| N.º | Título                        | Fecha de emisión original | Audiencia (millones) |
| --- | ----------------------------- | ------------------------- | -------------------- |
| 1   | «El principio de la venganza» | 12 de junio de 2018       | 1.60                 |
| 2   | «Actos de venganza»           | 13 de junio de 2018       | 1.69                 |
| 3   | «Traicionado»                 | 14 de junio de 2018       | 1.70                 |
| 4   | «Plan perfecto»               | 15 de junio de 2018       | 1.40                 |
| 5   | «Entrenamiento»               | 18 de junio de 2018       | 1.76                 |
| 6   | «El ahorcado»                 | 19 de junio de 2018       | 1.73                 |
| 7   | «El rey rosado»               | 20 de junio de 2018       | 1.65                 |
| 8   | «El vigilante»                | 21 de junio de 2018       | 1.57                 |
| 9   | «Caída libre»                 | 22 de junio de 2018       | 1.64                 |
| 10  | «Error de cálculo»            | 25 de junio de 2018       | 1.66                 |
| 11  | «Primera baja»                | 26 de junio de 2018       | 1.98                 |
| 12  | «Encubrimiento»               | 27 de junio de 2018       | 1.66                 |
| 13  | «El héroe»                    | 28 de junio de 2018       | 1.67                 |
| 14  | «Socio incómodo»              | 29 de junio de 2018       | 1.57                 |
| 15  | «Segundo caído»               | 2 de julio de 2018        | 1.34                 |
| 16  | «El Alcalde»                  | 3 de julio de 2018        | 1.36                 |
| 17  | «Corrupción en rojo»          | 4 de julio de 2018        | 1.03                 |
| 18  | «Segunda noche»               | 5 de julio de 2018        | 1.47                 |
| 19  | «Cazando a la bestia»         | 6 de julio de 2018        | 1.37                 |
| 20  | «La cueva de Las bestias»     | 9 de julio de 2018        | 1.31                 |
| 21  | «Tercer caído»                | 10 de julio de 2018       | 1.38                 |
| 22  | «La Madame»                   | 11 de julio de 2018       | 1.40                 |
| 23  | «La hoguera de las vanidades» | 12 de julio de 2018       | 1.38                 |
| 24  | «Ataque sin cuartel»          | 13 de julio de 2018       | 1.20                 |
| 25  | «Mujer fatal»                 | 16 de julio de 2018       | 1.27                 |
| 26  | «Descubierta»                 | 17 de julio de 2018       | 1.31                 |
| 27  | «Sospechas»                   | 18 de julio de 2018       | 1.34                 |
| 28  | «Eternamente joven»           | 19 de julio de 2018       | 1.31                 |
| 29  | «Belleza que mata»            | 20 de julio de 2018       | 1.40                 |
| 30  | «Cuarto caído»                | 23 de julio de 2018       | 1.42                 |
| 31  | «Cacería de bestias»          | 24 de julio de 2018       | 1.35                 |
| 32  | «El Colombiano»               | 25 de julio de 2018       | 1.23                 |
| 33  | «Exceso de confíaza»          | 26 de julio de 2018       | 1.23                 |
| 34  | «Conversión»                  | 26 de julio de 2018       | 1.04                 |
| 35  | «La décíma musa»              | 27 de julio de 2018       | 1.19                 |
| 36  | «El seductor»                 | 27 de julio de 2018       | 1.00                 |
| 37  | «Reina secuestrada»           | 30 de julio de 2018       | 1.30                 |
| 38  | «Mujer precavida»             | 31 de julio de 2018       | 1.14                 |
| 39  | «La verdadera reina»          | 1 de agosto de 2018       | 1.26                 |
| 40  | «Hasta el cuello»             | 2 de agosto de 2018       | 1.32                 |
| 41  | «Plan coordinado»             | 3 de agosto de 2018       | 1.20                 |
| 42  | «En las redes»                | 6 de agosto de 2018       | 1.27                 |
| 43  | «Uniendo puntos»              | 7 de agosto de 2018       | 1.32                 |
| 44  | «Quinto Caído»                | 8 de agosto de 2018       | 1.27                 |
| 45  | «Diamente en bruto»           | 9 de agosto de 2018       | 1.17                 |
| 46  | «Aliados»                     | 10 de agosto de 2018      | 1.24                 |
| 47  | «Nueva táctica»               | 13 de agosto de 2018      | 1.22                 |
| 48  | «Sin máscaras»                | 14 de agosto de 2018      | 1.29                 |
| 49  | «Cambio de juego»             | 15 de agosto de 2018      | 1.24                 |
| 50  | «Entre la espada y la pared»  | 16 de agosto de 2018      | 1.25                 |
| 51  | «Prisionera»                  | 17 de agosto de 2018      | 1.07                 |
| 52  | «Desilusiones»                | 20 de agosto de 2018      | 1.26                 |
| 53  | «Profecías»                   | 21 de agosto de 2018      | 1.40                 |
| 54  | «Sexto caído»                 | 22 de agosto de 2018      | 1.40                 |
| 55  | «El sabio»                    | 23 de agosto de 2018      | 1.40                 |
| 56  | «Juego mental»                | 24 de agosto de 2018      | 1.20                 |
| 57  | «Estrategias»                 | 27 de agosto de 2018      | 1.35                 |
| 58  | «Reuniones forzadas»          | 28 de agosto de 2018      | 1.40                 |
| 59  | «Doble filo»                  | 29 de agosto de 2018      | 1.33                 |
| 60  | «Séptimo caído»               | 30 de agosto de 2018      | 1.51                 |
| 61  | «El político»                 | 31 de agosto de 2018      | 1.26                 |
| 62  | «Contraataque»                | 3 de septiembre de 2018   | 1.43                 |
| 63  | «Ataque sin tregua»           | 4 de septiembre de 2018   | 1.26                 |
| 64  | «La penúltima bestia»         | 5 de septiembre de 2018   | 1.38                 |
| 65  | «Juego de sombras»            | 6 de septiembre de 2018   | 1.50                 |
| 66  | «La última bestia»            | 10 de septiembre de 2018  | 1.74                 |